# Episodi di Crown Court (terza stagione)
La terza stagione della serie televisiva Crown Court è stata trasmessa in anteprima nel Regno Unito dalla Independent Television tra il 2 gennaio 1974 e il 20 dicembre 1974.
| nº  | Titolo originale                   | Titolo italiano | Prima TV UK       | Prima TV Italia |
| --- | ---------------------------------- | --------------- | ----------------- | --------------- |
| 1   | The Dogs (Part 1)                  |                 | 2 gennaio 1974    |                 |
| 2   | The Dogs (Part 2)                  |                 | 3 gennaio 1974    |                 |
| 3   | The Dogs (Part 3)                  |                 | 4 gennaio 1974    |                 |
| 4   | Further Charges (Part 1)           |                 | 9 gennaio 1974    |                 |
| 5   | Further Charges (Part 2)           |                 | 10 gennaio 1974   |                 |
| 6   | Further Charges (Part 3)           |                 | 11 gennaio 1974   |                 |
| 7   | Hidden Scars (Part 1)              |                 | 16 gennaio 1974   |                 |
| 8   | Hidden Scars (Part 2)              |                 | 17 gennaio 1974   |                 |
| 9   | Hidden Scars (Part 3)              |                 | 18 gennaio 1974   |                 |
| 10  | With Menaces (Part 1)              |                 | 23 gennaio 1974   |                 |
| 11  | With Menaces (Part 2)              |                 | 24 gennaio 1974   |                 |
| 12  | With Menaces (Part 3)              |                 | 25 gennaio 1974   |                 |
| 13  | Do Your Worst (Part 1)             |                 | 30 gennaio 1974   |                 |
| 14  | Do Your Worst (Part 2)             |                 | 31 gennaio 1974   |                 |
| 15  | Do Your Worst (Part 3)             |                 | 1º febbraio 1974  |                 |
| 16  | Flight of the Lapwing (Part 1)     |                 | 6 febbraio 1974   |                 |
| 17  | Flight of the Lapwing (Part 2)     |                 | 7 febbraio 1974   |                 |
| 18  | Flight of the Lapwing (Part 3)     |                 | 8 febbraio 1974   |                 |
| 19  | Traffic Warden's Daughter (Part 1) |                 | 13 febbraio 1974  |                 |
| 20  | Traffic Warden's Daughter (Part 2) |                 | 14 febbraio 1974  |                 |
| 21  | Traffic Warden's Daughter (Part 3) |                 | 15 febbraio 1974  |                 |
| 22  | The Woman Least Likely (Part 1)    |                 | 20 febbraio 1974  |                 |
| 23  | The Woman Least Likely (Part 2)    |                 | 21 febbraio 1974  |                 |
| 24  | The Woman Least Likely (Part 3)    |                 | 22 febbraio 1974  |                 |
| 25  | A Case of Murder (Part 1)          |                 | 27 febbraio 1974  |                 |
| 26  | A Case of Murder (Part 2)          |                 | 28 febbraio 1974  |                 |
| 27  | A Case of Murder (Part 3)          |                 | 1º marzo 1974     |                 |
| 28  | The Assault on Choga Sar (Part 1)  |                 | 6 marzo 1974      |                 |
| 29  | The Assault on Choga Sar (Part 2)  |                 | 7 marzo 1974      |                 |
| 30  | The Assault on Choga Sar (Part 3)  |                 | 8 marzo 1974      |                 |
| 31  | Duress (Part 1)                    |                 | 13 marzo 1974     |                 |
| 32  | Duress (Part 2)                    |                 | 14 marzo 1974     |                 |
| 33  | Duress (Part 3)                    |                 | 15 marzo 1974     |                 |
| 34  | 30,000 Pieces of Silver (Part 1)   |                 | 20 marzo 1974     |                 |
| 35  | 30,000 Pieces of Silver (Part 2)   |                 | 21 marzo 1974     |                 |
| 36  | 30,000 Pieces of Silver (Part 3)   |                 | 22 marzo 1974     |                 |
| 37  | Nuts (Part 1)                      |                 | 27 marzo 1974     |                 |
| 38  | Nuts (Part 2)                      |                 | 28 marzo 1974     |                 |
| 39  | Nuts (Part 3)                      |                 | 29 marzo 1974     |                 |
| 40  | Confine to Solitary (Part 1)       |                 | 3 aprile 1974     |                 |
| 41  | Confine to Solitary (Part 2)       |                 | 4 aprile 1974     |                 |
| 42  | Confine to Solitary (Part 3)       |                 | 5 aprile 1974     |                 |
| 43  | Big Annie (Part 1)                 |                 | 10 aprile 1974    |                 |
| 44  | Big Annie (Part 2)                 |                 | 11 aprile 1974    |                 |
| 45  | Big Annie (Part 3)                 |                 | 12 aprile 1974    |                 |
| 46  | Falling Stars (Part 1)             |                 | 17 aprile 1974    |                 |
| 47  | Falling Stars (Part 2)             |                 | 18 aprile 1974    |                 |
| 48  | Falling Stars (Part 3)             |                 | 19 aprile 1974    |                 |
| 49  | Son and Heir (Part 1)              |                 | 24 aprile 1974    |                 |
| 50  | Son and Heir (Part 2)              |                 | 25 aprile 1974    |                 |
| 51  | Son and Heir (Part 3)              |                 | 26 aprile 1974    |                 |
| 52  | Death in the Family (Part 1)       |                 | 1º maggio 1974    |                 |
| 53  | Death in the Family - Part 2       |                 | 2 maggio 1974     |                 |
| 54  | Death in the Family (Part 3)       |                 | 3 maggio 1974     |                 |
| 55  | Minnie (Part 1)                    |                 | 8 maggio 1974     |                 |
| 56  | Minnie (Part 2)                    |                 | 9 maggio 1974     |                 |
| 57  | Minnie (Part 3)                    |                 | 10 maggio 1974    |                 |
| 58  | Vermin (Part 1)                    |                 | 15 maggio 1974    |                 |
| 59  | Vermin (Part 2)                    |                 | 16 maggio 1974    |                 |
| 60  | Vermin (Part 3)                    |                 | 17 maggio 1974    |                 |
| 61  | South Tower (Part 1)               |                 | 22 maggio 1974    |                 |
| 62  | South Tower (Part 2)               |                 | 23 maggio 1974    |                 |
| 63  | South Tower (Part 3)               |                 | 24 maggio 1974    |                 |
| 64  | Triangle (Part 1)                  |                 | 29 maggio 1974    |                 |
| 65  | Triangle (Part 2)                  |                 | 30 maggio 1974    |                 |
| 66  | Triangle (Part 3)                  |                 | 31 maggio 1974    |                 |
| 67  | Victims of Prejudice (Part 1)      |                 | 5 giugno 1974     |                 |
| 68  | Victims of Prejudice (Part 2)      |                 | 6 giugno 1974     |                 |
| 69  | Victims of Prejudice (Part 3)      |                 | 7 giugno 1974     |                 |
| 70  | Baby Farm (Part 1)                 |                 | 12 giugno 1974    |                 |
| 71  | Baby Farm (Part 2)                 |                 | 13 giugno 1974    |                 |
| 72  | Baby Farm (Part 3)                 |                 | 14 giugno 1974    |                 |
| 73  | For the Good of the Many (Part 1)  |                 | 19 giugno 1974    |                 |
| 74  | For the Good of the Many (Part 2)  |                 | 20 giugno 1974    |                 |
| 75  | For the Good of the Many (Part 3)  |                 | 21 giugno 1974    |                 |
| 76  | How to Rob a Memory Bank (Part 1)  |                 | 26 giugno 1974    |                 |
| 77  | How to Rob a Memory Bank (Part 2)  |                 | 27 giugno 1974    |                 |
| 78  | How to Rob a Memory Bank (Part 3)  |                 | 28 giugno 1974    |                 |
| 79  | The Wreck of the Tedmar (Part 1)   |                 | 3 luglio 1974     |                 |
| 80  | The Wreck of the Tedmar (Part 2)   |                 | 4 luglio 1974     |                 |
| 81  | The Wreck of the Tedmar (Part 3)   |                 | 5 luglio 1974     |                 |
| 82  | Two Rings for Margie (Part 1)      |                 | 10 luglio 1974    |                 |
| 83  | Two Rings for Margie (Part 2)      |                 | 11 luglio 1974    |                 |
| 84  | Two Rings for Margie (Part 3)      |                 | 12 luglio 1974    |                 |
| 85  | No Stranger in Court (Part 1)      |                 | 17 luglio 1974    |                 |
| 86  | No Stranger in Court (Part 2)      |                 | 18 luglio 1974    |                 |
| 87  | No Stranger in Court (Part 3)      |                 | 19 luglio 1974    |                 |
| 88  | Security Risk (Part 1)             |                 | 24 luglio 1974    |                 |
| 89  | Security Risk (Part 2)             |                 | 25 luglio 1974    |                 |
| 90  | Security Risk (Part 3)             |                 | 26 luglio 1974    |                 |
| 91  | The Probationer (Part 1)           |                 | 31 luglio 1974    |                 |
| 92  | The Probationer (Part 2)           |                 | 1º agosto 1974    |                 |
| 93  | The Probationer (Part 3)           |                 | 2 agosto 1974     |                 |
| 94  | Midnight with No Pain (Part 1)     |                 | 7 agosto 1974     |                 |
| 95  | Midnight with No Pain (Part 2)     |                 | 8 agosto 1974     |                 |
| 96  | Midnight with No Pain (Part 3)     |                 | 9 agosto 1974     |                 |
| 97  | Not Dead But Gone Before (Part 1)  |                 | 14 agosto 1974    |                 |
| 98  | Not Dead But Gone Before (Part 2)  |                 | 15 agosto 1974    |                 |
| 99  | Not Dead But Gone Before (Part 3)  |                 | 16 agosto 1974    |                 |
| 100 | Corruption (Part 1)                |                 | 21 agosto 1974    |                 |
| 101 | Corruption (Part 2)                |                 | 22 agosto 1974    |                 |
| 102 | Corruption (Part 3)                |                 | 23 agosto 1974    |                 |
| 103 | Pickets (Part 1)                   |                 | 28 agosto 1974    |                 |
| 104 | Pickets (Part 2)                   |                 | 29 agosto 1974    |                 |
| 105 | Pickets (Part 3)                   |                 | 30 agosto 1974    |                 |
| 106 | The Dogs Next Door (Part 1)        |                 | 4 settembre 1974  |                 |
| 107 | The Dogs Next Door (Part 2)        |                 | 5 settembre 1974  |                 |
| 108 | The Dogs Next Door (Part 3)        |                 | 6 settembre 1974  |                 |
| 109 | Good and Faithful Friends (Part 1) |                 | 11 settembre 1974 |                 |
| 110 | Good and Faithful Friends (Part 2) |                 | 12 settembre 1974 |                 |
| 111 | Good and Faithful Friends (Part 3) |                 | 13 settembre 1974 |                 |
| 112 | Strange Past (Part 1)              |                 | 18 settembre 1974 |                 |
| 113 | Strange Past (Part 2)              |                 | 18 settembre 1974 |                 |
| 114 | Strange Past (Part 3)              |                 | 20 settembre 1974 |                 |
| 115 | On Impulse (Part 1)                |                 | 25 settembre 1974 |                 |
| 116 | On Impulse (Part 2)                |                 | 26 settembre 1974 |                 |
| 117 | On Impulse (Part 3)                |                 | 27 settembre 1974 |                 |
| 118 | Double, Double (Part 1)            |                 | 2 ottobre 1974    |                 |
| 119 | Double, Double (Part 2)            |                 | 3 ottobre 1974    |                 |
| 120 | Double, Double (Part 3)            |                 | 4 ottobre 1974    |                 |
| 121 | The Hunt (Part 1)                  |                 | 9 ottobre 1974    |                 |
| 122 | The Hunt (Part 2)                  |                 | 10 ottobre 1974   |                 |
| 123 | The Hunt (Part 3)                  |                 | 11 ottobre 1974   |                 |
| 124 | The Messenger Boy (Part 1)         |                 | 16 ottobre 1974   |                 |
| 125 | Messenger Boy (Part 2)             |                 | 17 ottobre 1974   |                 |
| 126 | Messenger Boy (Part 3)             |                 | 18 ottobre 1974   |                 |
| 127 | The Dashing Young Officer (Part 1) |                 | 23 ottobre 1974   |                 |
| 128 | The Dashing Young Officer (Part 2) |                 | 24 ottobre 1974   |                 |
| 129 | The Dashing Young Officer (Part 3) |                 | 25 ottobre 1974   |                 |
| 130 | Immoral Earnings (Part 1)          |                 | 30 ottobre 1974   |                 |
| 131 | Immoral Earnings (Part 2)          |                 | 31 ottobre 1974   |                 |
| 132 | Immoral Earnings (Part 3)          |                 | 1º novembre 1974  |                 |
| 133 | Winklers (Part 1)                  |                 | 6 novembre 1974   |                 |
| 134 | Winklers (Part 2)                  |                 | 7 novembre 1974   |                 |
| 135 | Winklers (Part 3)                  |                 | 8 novembre 1974   |                 |
| 136 | The Alb of St. Honoratus (Part 1)  |                 | 13 novembre 1974  |                 |
| 137 | The Alb of St Honoratus (Part 2)   |                 | 14 novembre 1974  |                 |
| 138 | The Alb of St Honoratus (Part 3)   |                 | 15 novembre 1974  |                 |
| 139 | Cover Up (Part 1)                  |                 | 20 novembre 1974  |                 |
| 140 | Cover Up (Part 2)                  |                 | 21 novembre 1974  |                 |
| 141 | Cover Up (Part 3)                  |                 | 22 novembre 1974  |                 |
| 142 | Beloved Alien (Part 1)             |                 | 27 novembre 1974  |                 |
| 143 | Beloved Alien (Part 2)             |                 | 28 novembre 1974  |                 |
| 144 | Beloved Alien (Part 3)             |                 | 29 novembre 1974  |                 |
| 145 | Arson (Part 1)                     |                 | 4 dicembre 1974   |                 |
| 146 | Arson (Part 2)                     |                 | 5 dicembre 1974   |                 |
| 147 | Arson (Part 3)                     |                 | 6 dicembre 1974   |                 |
| 148 | Forgive-Me-Not (Part 1)            |                 | 11 dicembre 1974  |                 |
| 149 | Forgive-Me-Not (Part 2)            |                 | 12 dicembre 1974  |                 |
| 150 | Forgive-Me-Not (Part 3)            |                 | 13 dicembre 1974  |                 |
| 151 | Pot of Basil (Part 1)              |                 | 18 dicembre 1974  |                 |
| 152 | Pot of Basil (Part 2)              |                 | 19 dicembre 1974  |                 |
| 153 | Pot of Basil (Part 3)              |                 | 20 dicembre 1974  |                 |